# الانتفاضات السيليزية
كانت الانتفاضات السيليزية سلسلة من ثلاثة حروب أهلية في سيليزيا العليا بين المنشقّين البولنديين، والموالين الألمان، فقد سعى المنشقون البولنديون إلى نقل المنطقة من ألمانيا إلى الجمهورية البولندية الجديدة، التي تأسست بعد الحرب العالمية الأولى، وقُسمت المنطقة بين البلدين بعد الصراعات. يُعاد إحياء ذكرى حركات التمرد في بولندا الحديثة بوصفها مثالًا للقومية البولندية.

## خلفية
كانت معظم سيليزيا جزءًا من مملكة بولندا في القرون الوسطى، لكنها انتقلت إلى ملوك بوهيميا في القرن الرابع عشر، ثم إلى هابسبورڠ النمساوية، ثم استولى عليها فريدرك العظيم ملك بروسيا خلال حرب الخلافة النمساوية عام 1742 من حاكمة النمسا ماريا تيريزا، لتصبح جزءًا من بروسيا، وفي سنة 1871 استولت عليها الإمبراطورية الألمانية، ورغم أن الغالبية الساحقة كانت تتحدث الألمانية، بقيت أقلية بولندية في سيليزيا العليا.

### الثروات المعدنية
تُعد سيليزيا العليا غنية بالثروات المعدنية والصناعات الثقيلة، مع وجود مناجم ومصانع حديد وفولاذ، وتعتبر المناجم السيليزية مسؤولة عما يقارب ربع إنتاج ألمانيا السنوي من الفحم، و 81% من الزنك و 34%من الرصاص.

### التوزع الديموغرافي للمنطقة في أوائل القرن العشرين
كانت المنطقة الواقعة شرق أودر من البولنديين بشكل أساسي، وكان معظمهم من الطبقة العاملة، ويتحدثون البولندية، بينما كانت معظم الطبقات الوسطى، والعليا المحلية (ملاك الأراضي، ورجال الأعمال، وأصحاب المصانع، والحكام المحليون، والشرطة، ورجال الدين الكاثوليك) من أصل ألماني، ثم حدث انقسام آخر على أسس دينية، وكان السيليزيون الألمان جميعهم تقريبًا من البروتستانت، في حين كان السيليزيون البولنديون من الروم الكاثوليك، وتبعًا للإحصاء السكاني الألماني في عام 1900 فإن 65% من سكان الجزء الشرقي يتحدثون البولندية، لكن انخفض عددهم إلى 57% في عام 1910؛ بسبب الإجبار على ألمنة اللغة، وتشكيل فئات تتحدث باللغتين، وفي عام 1910 رسم العالِم الألماني بول ويبر خريطة لغوية أظهرت نسبة السليزيين الناطقين بالبولندية في المقاطعات السيليزية العليا شرق نهر أودر التي بلغت 70%.

### استفتاء فيرساي
أمرت معاهدة فرساي بإجراء استفتاء عام، وكان من المقرر إجراؤه خلال سنتين من تاريخ المعاهدة الموقعة في عام 1919 في جميع أنحاء سيليزيا العليا، على الرغم من أن الحكومة البولندية طالبت بإجرائه في المناطق الواقعة شرق نهر أودر فقط، والتي تحوي عدد كبير من المتكلمين باللغة البولندية، وهكذا جرى الاستفتاء في جميع أنحاء سيليزيا العليا، بما في ذلك المناطق الناطقة باللغة البولندية في الشرق، والمناطق الناطقة بالألمانية في غرب النهر في 20 مارس 1921، ولكن أدّت استخدام أساليب الدعاية من قبل الجانبين إلى زيادة الاضطرابات، وحذّرت السلطات الألمانية من خسارة الوظائف والمعاشات التقاعدية لمن يصوّت لبولندا، بينما احتج المؤيدون لبولندا بأن البولنديين السيليزيين لن يتعرضوا للتمييز في ظل الحكم البولندي، ووعدت باحترام الاستحقاقات الاجتماعية التي تقدمها الدولة الألمانية، مثل معاشات الشيخوخة، غير أن العديد من قدامى المحاربين في الجيش الألماني التحقوا بالفيلق الحر، وهو منظمة شبه عسكرية حاربت قواتها أي ناشطين مؤيدين للبولنديين، وبالمقابل استخدم الجانب المؤيد لبولندا المنظمة العسكرية البولندية لمقاومتها بنفس القوة.
وانتهت بانتفاضات البولنديين في سيليزيا العليا، ومُنح الحق في التصويت لجميع الأشخاص من عمر 20 سنة وما فوق، وكانت النتيجة الهجرة الجماعية لكل من الألمان والبولنديين؛ بلغ عدد القادمين الجدد الألمان 179,910 شخصًا، وعدد الوافدين الجدد البولنديين أكثر من 10 آلاف وافد، وأُجري الاستفتاء على النحو الذي رُتّب له في 20 مارس، أي بعد يومين من توقيع معاهدة ريغا، التي أنهت الحرب البولندية السوفياتية في 1919/1920، وأُدلي بما مجموعه 707,605 أصوات لصالح ألمانيا، و479,359 أصوات لصالح بولندا.
وفي عام 1921 اندلعت الانتفاضة السيليزية الثالثة التي قادها أيضًا البولنديون، وطُلب من عصبة الأمم تسوية النزاع قبل أن يؤدي إلى المزيد من سفك الدماء.
وفي عام 1922، قرَّرت مناقشة دامت ستة أسابيع تقسيم سيليزيا العليا، وبقبول كلا البلدين، ومعظم سكان المنطقة، وهكذا وجد حوالي 736 ألف بولندي و260 ألف ألماني أنفسهم في سيليسيا البولندية (العليا)، وبقي 532 ألف بولندي و637 ألف ألماني في سيليسيا الألمانية (العليا).

## الحروب الأهلية

### الحرب الأهلية الأولى لعام 1919
في 15 أغسطس 1919، ذبح حرس الحدود الألمان في غريناتشوتس عشر عمال سليزيين في منجم ميسوفيتسه، مما أثار احتجاجات عمال المناجم البولنديين السيليزيين، وإضراب نحو 140 ألف عامل، وتسبب في اندلاع الحرب الأهلية الأولى ضد السيطرة الألمانية على سيليزيا العليا، وسرعان ما أخمد الحرب حوالي 21000 جندي من الجيش الوطني المؤقت لجمهورية فايمار، مع الاحتفاظ بنحو 40000 جندي احتياطي في المنطقة، وكان ما فعله الجيش قاسيًا؛ إذ أُعدم حوالي 2500 بولندي شنقًا، أو رميًا بالرصاص، ولجأ نحو 9 آلاف بولندي مع أسرهم إلى الجمهورية البولندية الثانية، وانتهى ذلك عندما جاءت قوات الحلفاء لإعادة النظام، وسُمح للاجئين بالعودة في وقت لاحق من تلك السنة.

### الحرب الأهلية الثانية لعام 1920
أُرسلت لجنة الاستفتاء الشعبية المتحالفة إلى سيليزيا العليا في فبراير عام 1920، وتألفت البعثة من ممثلي القوات المتحالفة، ومعظمهم من فرنسا، مع وحدات أصغر حجمًا من المملكة المتحدة وإيطاليا، ولكن سرعان ما اتضح أن قوات الحلفاء كانت قليلة جدًا، ولم تتمكن من الحفاظ على النظام؛ وتفكّكت اللجنة بسبب عدم الإجماع على قرار واحد، إذ كان البريطانيون والإيطاليون يؤيدون الألمان، في حين كان الفرنسيون يؤيدون البولنديين، فأخفقت تلك القوات في منع استمرار ما يحدث.
وفي أغسطس عام 1920، نشرت صحيفة ألمانية في سيليسزيا العليا إعلان سقوط وارسو أمام الجيش الأحمر في الحرب البولندية السوفيتية، والذي تبين لاحقًا بأنه إشاعة، ونظّم الناشطون المؤيدون للألمان مسيرة للاحتفال بما افترضوا أنه نهاية بولندا المستقلّة، وسرعان ما تدهورت حالة الاضطراب إلى أعمال عنف، وبدأ المتظاهرون المؤيدون لألمانيا في نهب المتاجر البولندية؛ واستمر العنف حتى بعدما اتضح أن سقوط وارسو كان مجرد إشاعة.
وأدى العنف في نهاية المطاف إلى اندلاع الحروب البولندية في 19 أغسطس، وسرعان ما سيطروا على المكاتب الحكومية في مقاطعات كاتوفيتسه، وبليس، وبيتوم. وفي الفترة الممتدة بين 20 و 25 أغسطس، انتشرت حركة التمرد إلى كونيغشاتي، وتارنوفيتسه، ورايبنك، ولوبلينتيزي، وغروس سترليتس، وأعلنت لجنة الحلفاء عزمها على استعادة النظام، ولكن حالت الخلافات الداخلية دون القيام بأي شيء، وحمّل الممثلون البريطانيون مسؤولية انتشار الحرب الأهلية عبر المنطقة الشرقية للفرنسيين.
انتهت الحرب ببطء في سبتمبر بمزيج من العمليات العسكرية، والمفاوضات بين الطرفين.

### الحرب الأهلية الثالثة 1921
تعتبر معركة أنابيرغ آخر، وأكبر، وأطول الحروب الثلاث، بدأت عقب استفتاء أسفر عن عدة نتائج متضاربة، لم تتمكن الحكومتان البريطانية والفرنسية من التوصل إلى قرار موحد بشأنه، في حين تمثلت المشكلة الرئيسية في التخلص من «المثلث الصناعي» الواقع شرقي نهر أودر، والذي يحده من الأطراف مدينة بيتوم، وغليفيتسه، وكاتوفيتسه، وهي مدن معظم سكانها من أصل ألماني، فالفرنسيون أرادوا إضعاف ألمانيا، وبالتالي أيدوا المطالب البولندية؛ ولكن اختلف البريطانيون والإيطاليون في الرأي مع الفرنسيين، ويرجع هذا جزئيًا إلى أن الحكومة الألمانية أعلنت أن خسارة الصناعات السليزية من شأنها أن تجعل ألمانيا عاجزة عن دفع تعويضات الحرب المطلوبة.
وفي أواخر أبريل 1921، انتشرت شائعات مفادها أن الموقف البريطاني هو الذي سيسود، مما دفع الناشطين البولنديين المحليين إلى تنظيم الانتفاضة، وكان من المقرر أن تبدأ في أوائل مايو، إذ خُطّط ونُظّم لها بعناية بالاستفادة من التجارب السابقة بقيادة ڤويتشيتش كورفانتي، وبدأت في 2-3 مايو 1921 بتدمير جسور السكك الحديدية الألمانية لإبطاء حركة التعزيزات، وتركّز الاهتمام على منع تكرار أعمال العنف ضد المدنيين البولنديين على أيدي أفراد فرايكوربس ووحدات الجيش الألماني الإمبراطوري.
انتظرت لجنة الرقابة العسكرية المشتركة بين الحلفاء، والتي كان الجنرال هنري لو روند أكثر الأشخاص نفوذًا فيها، فترة طويلة قبل أن تتخذ أي خطوات لإنهاء العنف، فالقوات الفرنسية عمومًا فضلت التمرد، بينما تعاونت الوحدات البريطانية والإيطالية بنشاط مع الألمان، وأثار الخطاب الذي ألقاه رئيس وزراء المملكة المتحدة لويد جورج في البرلمان البريطاني، والذي رفض فيه التمرد بشدة، آمال بعض الألمان، لكن الإجراء الوحيد الذي اتخذته لجنة المراقبة العسكرية المشتركة والحكومة الفرنسية هو طلبها منع تجنيد المتطوعين الألمان من خارج سيليزيا العليا، وأعلن عن ذلك على الفور.
وبعد النجاح المبدئي الذي حققه المتمردون في الاستيلاء على جزء كبير من منطقة سيليزبا العليا، قاوم غريناتشوتس الألماني عدة مرات هجمات القوات البولندية التابعة لفويتشيتش كورفانتي بالتعاون مع القوات البريطانية والإيطالية، ومُنعت محاولات القوات البريطانية لاتخاذ خطوات ضد القوات البولندية من قبل رئيس أركان قوات التحالف الفرنسية الجنرال جول غرايسر، وفي نهاية المطاف احتفظ المتمردون بمعظم الأراضي التي حصلوا عليها، بما فيها المنطقة الصناعية المحلية، وأثبتت قدرتها على حشد قدر كبير من الدعم المحلي، في حين مُنعت القوات الألمانية المتمركزة خارج سيليزيا من المشاركة الفعالة في الصراع.

## النتائج
في مايو 1922، أصدرت عصبة الأمم الاتفاق الألماني البولندي بشأن شرق سيليزيا (المعروف أيضًا باسم اتفاق جنيف) الذي يهدف إلى الحفاظ على الوحدة الاقتصادية للمنطقة وضمان حقوق الأقليات. وأنشأت العصبة محكمة للتحكيم في المنازعات. واستجابة لشكوى ألمانيا حول أهمية الفحم السيليزي للصناعة الألمانية، أُعطيت ألمانيا الحق في استيراد 500 ألف طن سنويًا بأسعار مخفضة. وفي عام 1925، عندما انتهت اتفاقية الفحم، رفضت ألمانيا استيراد الفحم، من أجل استخدام قضية الفحم ضد بولندا، في محاولة لفرض مراجعة الحدود البولندية الألمانية بأكملها. ساءت العلاقات البولندية الألمانية، وبدأت ألمانيا أيضًا حربًا جمركية مع بولندا، لكن الحكومة البولندية لم تتنازل عن قضية الحدود.